# Etruskische mythologie

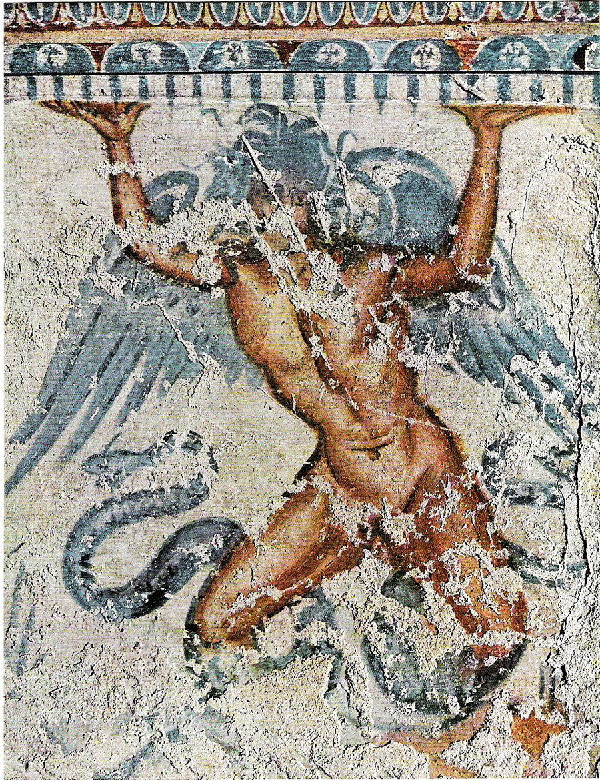
Etruskische muurschildering

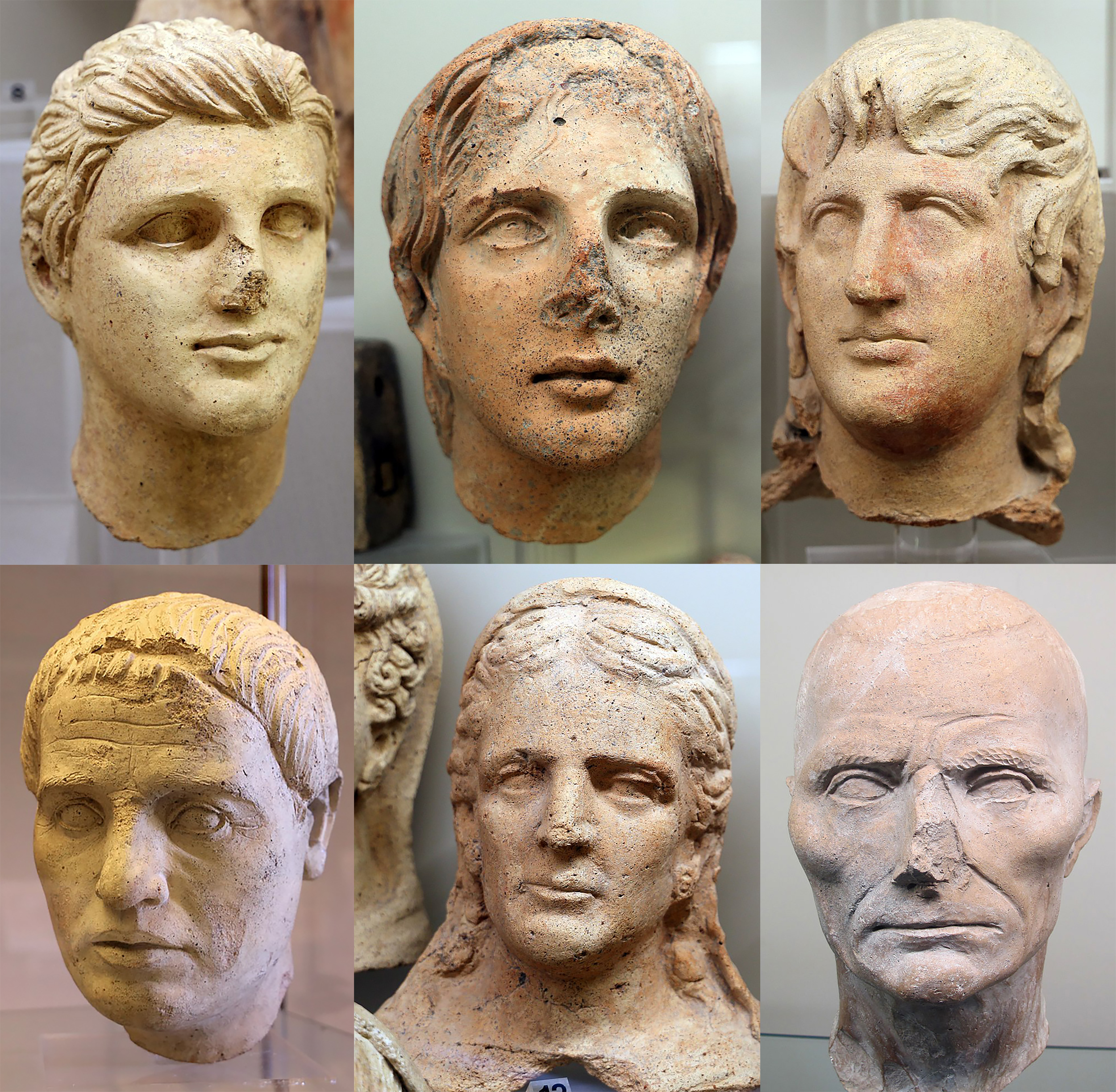
Etruskische votiefhoofden IV-II eeuw voor Christus gevonden in verschillende heiligdommen van Etrurië

Etruskische mythologie lijkt veel op Romeinse mythologie en in sommige opzichten ook op Griekse mythologie door veelvuldig (handels-)contact tussen deze volkeren, die alle drie rond het Middellandse Zeegebied leefden.

## Achtergrond
De Etrusken hadden de naam zeer vroom te zijn en de kunst van het voorspellen te beheersen. De Etruskische religie was een belangrijk element in de Etruskische cultuur, hun geloof en goden waren gebaseerd op de villanovacultuur en werd later aangepast aan de Griekse mythologie en denkbeelden. Later namen de Romeinen elementen van de Etrusken over zoals tempels en mythologie. De Etrusken waren een voor hun tijd hoogontwikkeld volk. Ze maakten vele bronzen en terracotta beelden die vaak elementen uit hun mythologie afbeelden. Ook was er sociale gelijkheid tussen de seksen en een groot gedeelte van hun architectuur en riolering werd door de Romeinen overgenomen.
De triade of drie-eenheid was een belangrijk concept bij de Etrusken; zo waren er de goden Tinia, Uni en Menrva, vergelijkbaar met Jupiter, Juno en Minerva bij de Romeinen en Zeus, Hera en Athena bij de Grieken. Religieuze ceremonies waren belangrijk voor de Etrusken, elke keer wanneer er een grote beslissing werd genomen of er een onheilsteken was gezien zocht men een priester of ziener op. Zij hadden een groot respect voor de doden; er werden grote onderaardse graftombes gebouwd, die werden versierd met muurschilderingen en vazen. Vaak waren er mythologische zaken afgebeeld.

## Pantheon

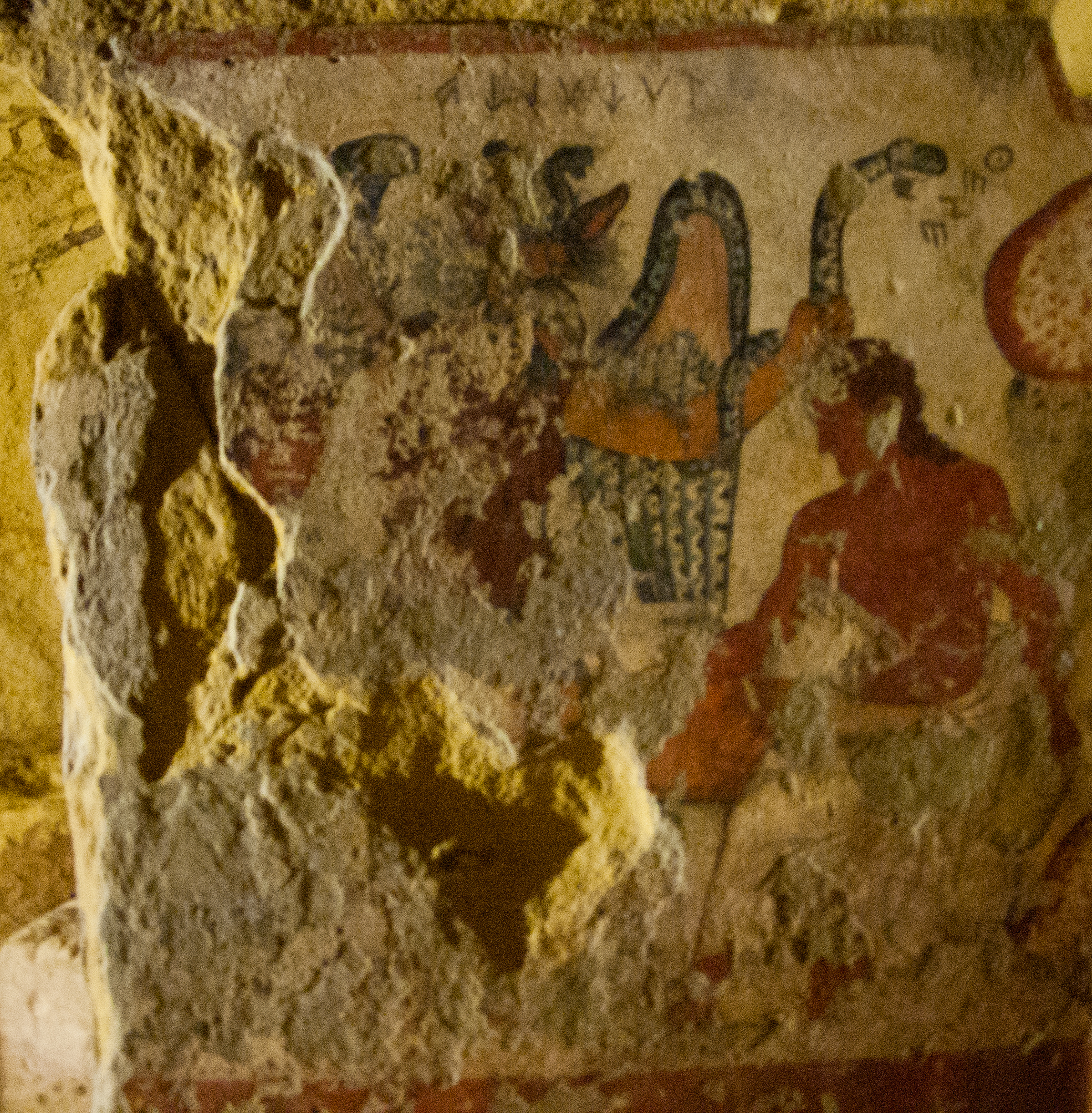
Tuchulca in de Tombe van Orcus

Het Etruskische pantheon was groot en zeer uitgebreid er waren velen goden, helden en mythische figuren. Omdat elke stad onafhankelijk was en zijn eigen religieuze systemen en structuur had, kan men een grote lijst met goden samenstellen. Een paar van de meer bekende zijn:
- Aplu god van donder en bliksem
- Charun demon van de dood
- Februus god van de onderwereld en purificatie
- Laran oorlogsgod
- Maris platteland en vruchtbaarheid
- Menrva wijsheid en kunst
- Silenus de wilde natuur
- Thalna geboorte
- Tuchulcha chtonische demon
- Tinia luchtgod
- Turan liefde, gezondheid en vruchtbaarheid
- Turms handel en goederen
- Uni troongod
- Vanth vrouwelijke demon van de dood
- Jankeh godin van de wijsheid